# Sélénium natif
Le sélénium natif est une espèce minérale naturelle, corps simple métalloïde, très rare de formule chimique Se, correspondant à l'élément chimique sélénium noté Se. Le minéral sélénium appartient à la classe minéralogique des éléments natifs, en particulier dans le vaste groupe des métalloïdes natifs.

## Historique de la description et de l'appellation
À la suite de la découverte de l'élément Te et du nouvel élément Se, dédié à la lune et analogue au soufre S, parmi les divers résidus soufrés, laissant une boue dans les chambres de plomb, au cours des anciens procédés de fabrication d'acide sulfurique, les minéralogistes l'ont cherché dans la nature et l'ont découvert sous forme d'aiguilles gris noir en 1828, souvent associé au soufre natif. Lors du grillage des pyrites sélénifères, il se forme en faible partie de l'acide sélénieux SeO2 qui est réduit ultérieurement dans la chambre de plomb par l'acide sulfureux majoritaire. Il apparaît alors des flocons rouges ou rougeâtres très légers de sélénium, qui forment ensuite par agrégation des dépôts embarrassants de poudre rouge.
Le soufre natif des îles Lipari contient en proportion notable du sélénium, ainsi le sélénium natif est parfois associé au soufre natif.
Le topotype américain est le district minier de Grants, comté McKinley au Nouveau-Mexique.

## Cristallographie et cristallochimie
La maille de son système cristallin est trigonale. Les cristaux naturels en aiguilles gris-noir peuvent être étudiés à l'œil nu.
Il forme un groupe homosymétrique avec le tellure natif.
Le sélénium natif correspond à la forme allotropique du corps simple sélénium la plus stable et la plus dense à température ambiante, appelée Se gris métal par les chimistes. Sa structure se caractérise par des chaînes hélicoïdales de Sen presque sans fin, avec n indice de polymérisation par liaisons covalentes très grand. Il s'agit d'un solide covalent étendu, à l'instar du tellure natif ou du carbone diamant.
Ces liaisons covalentes expliquent sa densité relativement faible, par rapport à de vrais corps simples métalliques, plus compactes dans l'empilement atomique (facteur de compacité facilement doublé), comme le fer natif ou tellurique, ou le cuivre natif.

## Propriétés physiques et chimiques, toxicologie
Purifié par le chimiste, le corps simple Se se présente communément comme une poudre grisâtre. Elle est facilement fusible et distillable, elle fond entre 220 °C et 240 °C, l'ébullition se produit avant 700 °C. La vapeur jaune se condense en gouttelettes brun-noir. La densité de vapeur, mesurée par Henri Sainte-Claire Deville et Louis Troost est de l'ordre de 7,67 à 860 °C, elle décline lentement pour atteindre 5,7 à 1 400 °C.
Le corps simple sélénium est polymorphe. Fondu et refroidi (trempé) rapidement, il prend un aspect amorphe, à cassure vitreuse et brillante, de densité 4,3. En réalité, le sélénium de structure amorphe et non cristalline est au minimum trimorphe, avec ce sélénium Se rouge léger de densité 4,26 (poudre rouge du commerce) et le Se noir plus dense des amas compressé en masses grises ou noires de densité 4,28, enfin les Se noirs, en poudre amorphe ou en amas vitreux compactées provenant de la trempe du Se liquide. Ce corps mauvais conducteur de la chaleur et de l'électricité est brun noirâtre par réflexion, mais rouge par réflexion. La poudre amorphe rouge, parfois noirâtre, du commerce est insoluble dans l'eau, relativement soluble dans le sulfure de carbone, le benzène et le diiodométhane, l'acide sulfurique concentré.

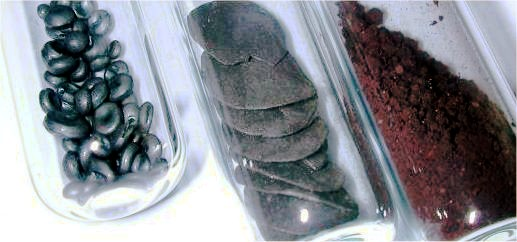
Sélénium polymorphe : Se noir, Se gris et Se rouge

Mais ce sélénium amorphe et/ou vitreux, typique du commerce, caractérisé par des cycles Se8 est instable : lentement à température ambiante, il se transforme en sélénium cristallin, gris métallique, à cassure grenue, de densité maximale 4,8. La transformation s'opère lentement à partir de 13 °C et elle est déjà assez rapide passé 50 °C et surtout vers 60-80 °C. Mais si un chauffage est opéré vers 130 °C, la matière en transformation exothermique s'échauffe de plus en plus jusqu'à 215 °C. Cette transformation peut être rapprochée de celle qui forme à partir du soufre amorphe le soufre mou. Le Segris cristal semi-conducteur parfois bleu-gris est insoluble dans l'eau et l'éthanol, très peu ou quasi-insoluble dans le sulfure de carbone, mais soluble dans l'acide sulfurique fort ou le chloroforme. La conduction électrique du sélénium natif augmente sensiblement lorsqu'il est éclairé ou placé à la lumière du jour.
Il existe encore deux autres sélénium cristallins rouges métastables, caractérisés par deux réseaux monocliniques possibles et par des cycles Se8, de densité intermédiaire 4,5. Il se transforme en sélénium cristallin, gris métallique vers 170-180 °C. ils sont toujours insolubles dans l'eau et soluble dans les acides forts oxydants tels que l'acide sulfurique et l'acide nitrique. Ils sont déjà moins ou peu solubles dans le sulfure de carbone.
En résumé, pour obtenir le Segris semi-métallique en chaîne hélicoïdale sans fin, il faut chauffer le sélénium Se8 amorphe rouge-noir vitreux du commerce, puis laisser la matière refroidir lentement. En revanche, la dissolution dans le disulfure de carbone permet de cristalliser les cycles Se8 en prisme oblique à base rhombe après une lente évaporation du solvant CS2. La matière obtenue correspond aux deux formes cristallines monocliniques rouges, décrites ci-dessus.
Le sélénium liquide est toujours très visqueux. Il a été prouvé qu'il s'agit d'un mélange de cycle Se8 et de longues chaînes polymérisée de Se, décrites Sen avec n entier grand de l'ordre de 1000 et plus, et qu'en conséquence théorique, le Se8 pur ne pourrait exister qu'à l'état solide.
Le sélénium chauffé brûle dans l'air, encore mieux dans le gaz oxygène, avec une flamme bleue. Il se dégage l'anhydride sélénieux SeO2 avec des odeurs désagréables.
Les acides oxydants à chaud, comme l'acide nitrique, engendre l'anhydride sélénieux.
Se polymorphe + HNO3 aq liquide concentré  →  SeO2 dissous sous forme d'acide sélénieux ou dégagé sous forme de gaz
L'anhydride sélénieux est une poudre ou masse solide volatile, très soluble dans l'eau.
En solution, l'acide sélénieux est réduit par le zinc ou le fer métal, l'acide sulfureux ou H2S par barbotage, la décomposition laisse un sélénium pulvérulent rouge, nommé « fleur de sélénium. »  C'est l'équivalent en solution aqueuse de la réaction de décomposition typique dans la chambre de plomb en phase liquide/gaz de l'anhydride sélénieux (impureté) avec l'acide sulfureux (produit intermédiaire) qui laisse apparaître des flocons rougeâtres très léger (fleur de Se). Ces flocons sont mouillables par le sulfure de carbone. Avec ce solvant en faible quantité, l'opérateur obtient des paillettes cristallines gris acier.

### Analyse, distinction
Le sélénium peut être très pur. Une impureté fréquente et notable est le soufre. Le sélénium natif contient souvent des traces de soufre, de tellure.
Il existe des associations sélénium et tellure, dites selen-tellurium en anglais et en allemand.
Les associations avec les métaux portent le nom traditionnel de séléniures.
Notons, parmi ces minéraux rares, la clausthalite PbSe comme séléniure de plomb, la berzélianite, la klockmannite et l'umangite Cu3Se2 parmi les séléniures de cuivre, la naumannite Ag2Se comme séléniure d'argent, la tiemannite HgSe comme séléniure de mercure, la penroséite comme séléniure de nickel, la palladséite comme séléniure de palladium, ou encore l'eucaïrite AgCuSe comme séléniure mixte d'Ag et de Cu ou la hakite comme sulfo-séléniure de Hg, Cu, Ag et Sb. La lehrbachite, séléniure mixte de plomb et de mercure du type (Hg,Pb)Se, est considérée comme un mélange de clausthalite et de tiemannite.
Il existe aussi la guanajuatite Bi2Se3, un séléniure de bismuth et la paraguanajuatite, un sulfo-séléniure de bismuth.
La matière séléniée, comme le sélénium natif, peut être identifiée par une attaque à l'acide sulfurique concentré à chaud. L'acide sélénieux H2SeO3 produit est ensuite réduit par SO2 en Se rouge.
Se polymorphe ou dans ses combinaisons + H2SO4 aq liquide concentré à chaud  →  H2SeO3 + dérivés à base de S oxydés

### Toxicité
Il s'agit d'un oligoélément à l'état de traces ou de micro-quantités, mais une forte dose est toxique pour les centres nerveux, irritante et agressif pour les muqueuses et peut causer de graves lésions cutanées et des œdèmes pulmonaires. Il est recommandé de ne pas être exposé à une teneur en sélénium natif ou ses composés de 0,1 mg/m3 d'air.
Ce bio-élément (à très faible dose) intervient notamment dans la stabilisation cellulaire et son rôle attesté contre le vieillissement donne lieu à une intense propagande commerciale.

## Gîtologie
Le sélénium, à l'instar du soufre natif qu'il accompagne, est présent dans les vapeurs des fumerolles et leurs dépôts de sublimation à relativement basses températures. Les solutions contenant des minéraux ou composés organiques à base de sélénium peuvent subir des processus d'oxydo-réduction qui laissent des précipités de Se natif dans les grès faillés, cas assez fréquent dans les plateaux du Colorado.
Il peut être produit naturellement lors des feux de mines de charbons à partir des diverses pyrites.

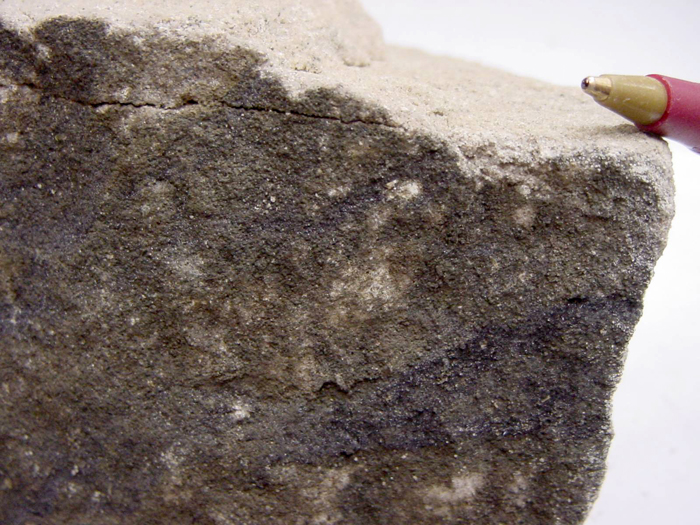
Sélénium natif dans les grès du Colorado, avec un stylo pour l'échelle, collection minérale de l'université Brigham Young à Provo, Utah

Il peut accompagner les minerais uranifères, notamment avec la guilleminite, une sorte d'oxy-sélénite hydraté d'uranium et de baryum.

## Minéraux associés
Tellure natif, soufre natif, pyrite, chalcopyrite, arsénopyrite, ferrosélite, zippéite, métatyuyamunite, métarossite, montroséite, corvusite, clausthalite (séléniure de plomb), berzélianite (berzéline, séléniure de cuivre), umangite (idem), klockmannite (idem), eucaïrite (séléniure d'argent), tiemannite (séléniure de mercure), penroséite (séléniure de nickel), palladséite (séléniure de palladium), hakite (sulfo-séléniure de Hg, Cu, Ag et Sb)

### Gisements relativement abondants ou caractéristiques
- Allemagne

mine Anna, Alsdorf, Nord-Rhénanie-Westphalie
Dépôts uranifère de Ronneburg, Gera, Thuringe
- Argentine

Los Llantenes
- Bolivie

mine Pacajake, Hiaco, 24 km au nord-est de Colquechaca, district de Potosi
- Chine

district minier de Yutangba district, près de Enshi, province de Hubei
- Italie

Vésuve, Campanie
- États-Unis

Mine United Verde, Jerome, comté de Yavapai, Arizona.
Mine Darwin, Californie
mine Peanut, Bull Canyon, district Uravan, comté Montrose, Colorado
mine Willard et carrière d'or, Nevada
mine 23 du parc minier, district minier de Thompsons, comté Grand, Utah
- Mexique

mine Bambolla, à 12 km de Moctezuma, désert de Sonora
- Tchéquie

Kladno

## Usages
Il s'agit d'un minéral de collection. Le sélénium du commerce est extrait des boues produites lors du raffinage du cuivre, du nickel et du plomb.
Le sélénium purifié par les chimistes est un semi-conducteur qui présente un remarquable effet de photoconductivité. Il est utilisé dans les cellules photoélectriques ou pour d'autres usages de spécialités de génération photovoltaïques ou de photoconduction. Il peut être un donneur ou un accepteur d'électrons en micro-électronique. Rappelons que le sélénium est le semi-conducteur des premières expériences de photosensibilité, à l'origine des posemètres photographiques, et de la mise en évidence de l'effet photoélectrique, expliquée au niveau théorique par le jeune Albert Einstein.
Le silicium Si a supplanté le sélénium Se dans l'industrie électronique. Il ne reste que quelques applications dans le champ de divers capteurs électroniques et autres cellules photovoltaïques, à l'heure de l'hégémonie du silicium.
Le sélénium, à l'instar du tellure, intervient dans la chimie du caoutchouc, en particulier sa vulcanisation. Il est ainsi utilisé en chimie.
Il apparaît dans la fabrication du verre (« savon de verrier » pour conserver la transparence) et l'élaboration de pigments, comme les (sulfo-)séléniures de cadmium.
Il est aussi utilisé en métallurgie. Composant d'alliage à faible dose, il améliore les qualités de l'acier et du cuivre. Autre exemple, la métallurgie électrolytique du manganèse réclame du sélénium dans un rapport un pour mille.
En agriculture, il s'agit parfois d'un complément dans le régime alimentaire des animaux et d'un intrant dans les fertilisants des sols agricoles pauvres.

### Histoire
Le sélénium peut remplacer le soufre dans la plupart de ses dérivés. C'est un élément classique de substitution du soufre.
L'élément Se peut être présent en quantité non négligeable dans diverses pyrites, comme les pyrites de Falun en Suède, les pyrites de Kraslitz en Bohême, les chalcopyrites ou pyrites cuivreuses d'Angleterre ou encore diverses arsénopyrites... Il existe divers séléniures naturels par exemple des séléniures de plomb, de cadmium, d'argent.